# Американо-венесуэльские отношения
Американо-венесуэльские отношения — двусторонние дипломатические отношения между США и Венесуэлой.

## История
В 1830 году Венесуэла вышла из федерации с Колумбией, а в 1835 году Соединённые Штаты установили дипломатические отношения с Венесуэлой.
Американо-венесуэльские отношения стали напряжёнными в последние годы, хотя обе страны договорились в 2009 году на саммите искать пути на возобновление прежних отношений на основе взаимных интересов. Президент Венесуэлы Уго Чавес определил себя в качестве оппозиции к политике США, критикуя их отношение к Латинской Америке. Чавес занимал должность президента с 1999 года и был переизбран на третий срок 7 октября 2012 года. В его видение «Социализма 21-го века» не входит создание дружеских отношений со Штатами. 27 декабря 2010 года венесуэльскому послу в Соединённых Штатах было отказано в визе после того, как президент Венесуэлы отозвал своё согласие на назначение американского посла в Каракас. Несмотря на напряжённость в отношениях, обе страны имеют ограниченный объём двустороннего сотрудничества, борются с наркотиками, правительство США продолжает стремиться к налаживанию конструктивного взаимодействия с правительством Венесуэлы, сосредоточив внимание на областях, представляющих взаимный интерес. Примерами таких совпадающих интересов являются борьба с наркотиками, борьба с терроризмом, торговля и энергетика.
В 2014—2015 годах США и Венесуэла обменялись запретами на въезд в страну для групп, соответственно, венесуэльских и американских государственных деятелей.
С 2017 г. власти США ввели эмбарго на сделки третьих стран с венесуэльской нефтегазовой отраслью, включая модернизацию и ремонт тамошних нефтяных объектов, а также поставки топлива.
Разрыв дипотношений:
23 января 2019 года, после признания США «исполняющим обязанности президента Венесуэлы» самопровозглашённого Хуана Гуайдо, президент Боливарианской Республики Венесуэла Николас Мадуро заявил о разрыве дипломатических отношений с США и высылке американских дипломатов из Венесуэлы.
В том же году США ввели жёсткие санкции против Венесуэлы и PDVSA, обвинив Мадуро в фальсификации выборов, и заявили, что продолжат санкционную политику как против Венесуэлы, так и против тех стран, которые ведут с ней торгово-финансовые отношения (ещё до введения американских санкций нефтедобыча в стране рухнула более чем вдвое за двадцать лет — с 3,5 до 1,6 млн баррелей в сутки, а после введения — до 676 тысяч).
В июне 2022 года США впервые за два года были вынуждены (для снижения цен на нефть) разрешить поставлять венесуэльскую нефть в Европу, чтобы заместить импорт сырья из России и позволив американской корпорации Chevron и её «дочкам» возобновить часть операций в Венесуэле..
Осенью 2023 г. США решили снять часть санкций с Венесуэлы, её нефтяной и золотодобывающей отраслей, несмотря на то, что венесуэльские власти выдали ордер на арест американского протеже Гуайдо, потребовав взамен провести в следующем году конкурентные президентские выборы под международным наблюдением (после того, как правительство Венесуэлы и представители оппозиции заключили предварительное соглашение на этот счет)
В марте 2024 г. США решили аннулировать разрешение на работу с нефтяной отраслью Венесуэлы, обвинив власти Венесуэлы в нарушении условий заключенных с оппозицией договоренностей.

## Экономические отношения
Соединённые Штаты являются самым важным торговым партнером Венесуэлы, основным покупателем её товаров. В 2014 году венесуэльский экспорт в Штаты составил 30 млрд долларов, импорт из США — 11 млрд долларов.
Экспорт из США в Венесуэлу (2014 год): нефтепродукты (19 % всего американского экспорта в латиноамериканскую страну), промышленное оборудование (5 % всего экспорта США в Венесуэлу), органические химикаты, сельскохозяйственная продукция (кукуруза, пшеница, рис), медицинское оборудование и материалы и другие товары.

Импорт США из Венесуэлы (2014 год) слабо дифференцирован: сырая нефть (86 % всего американского импорта из Венесуэлы), нефтяные продукты (10 % американского импорта из Венесуэлы), продукты органической химии, топливное масло, немонетарное золото, рыба и моллюски, бокситы и алюминий.
Около 500 американских компаний представлены в Венесуэле. Прямые инвестиции США в Венесуэлу в основном концентрируются в нефтяной промышленности и сфере финансов.

## Интересные факты
В 2005 году Венесуэла начала оказывать помощью по льготным ценам топливом социальным учреждениям (больницам, домам престарелых, ночлежкам и тому подобное) города Бостона (столицы штата Массачусетс), а позже и другим депрессивным районам США.